# Turrisipho fenestratus
Turrisipho fenestratus är en snäckart som först beskrevs av Turton 1843.  Turrisipho fenestratus ingår i släktet Turrisipho och familjen valthornssnäckor. Det är osäkert om arten förekommer i Sverige. Inga underarter finns listade i Catalogue of Life.